# Charles Harold Dodd
Charles Harold Dodd (Wrexham, 1884 — Oxford, 1973) va ser un exegeta i teòleg britànic.
Va ser membre de l'Església Congregacionalista i professor de crítica bíblica a Manchester i de teologia a Cambridge. Va escriure diversos llibres sobre els Evangelis i la Bíblia i defensà l'escatologia present en la redacció del Nou Testament.

## Obres
- The Authority of the Bible (1928)
- The Bible and the Greeks (1935)
- The Parables of the Kingdom (1935)
- The Interpretation of the Fourth Gospel (1953)
- Historical Tradition in the Fourth Gospel (1963)
- The Founder of Christianity (1970)